# Tomus ad Flavianum

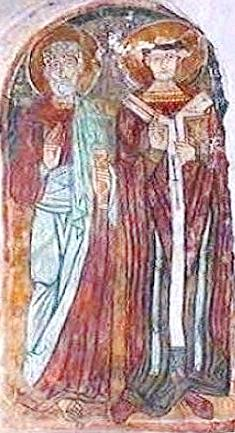
Apostel Petrus und Papst Leo, Fresko in der Kirche San Nicola in Mottola

Der Tomus ad Flavianum, auch Epistola ad Flavianum, ist ein Lehrschreiben Papst Leos des Großen aus dem Jahr 449. Es gilt als wegbereitend für die christologische Formel des Konzils von Chalcedon, die den Monophysitismus verurteilte.

## Anlass
Nach dem Konzil von Ephesos von 431, das den Nestorianismus mit seiner (angeblichen) Überbetonung der menschlichen Natur Christi verurteilt hatte, gewann im griechischsprachigen Osten der Monophysitismus, die Lehre von der einen, göttlichen Natur Christi, mit dem Hauptvertreter Eutyches die Oberhand. Zu deren Durchsetzung berief Kaiser Theodosius II. 449 ein weiteres Konzil nach Ephesus ein, das von Patriarch Dioskoros I. von Alexandria dominiert wurde. Mit einem Lehrschreiben, adressiert an den Erzbischof von Konstantinopel Flavianus, versuchte Papst Leo, das Konzil im Sinne der Zweinaturenlehre zu beeinflussen. Das Schreiben wurde jedoch nicht einmal verlesen. Deshalb und wegen der gewalttätigen Begleitumstände prägte Leo für das Konzil von 449 die Bezeichnung Räubersynode (latrocinium) und verweigerte ihm die Anerkennung. Als Leos Lehrschreiben dann 451 beim Konzil von Chalcedon verlesen wurde, antwortete die Versammlung mit der berühmt gewordenen Akklamation „Petrus per Leonem locutus est“ (Petrus hat durch Leo gesprochen).

## Inhalt
Der Tomus ad Flavianum umfasst 205 Verse und gilt als ein in vielen Aussagen neues und originelles Werk Leos. Umstritten ist, wie groß der Anteil Prospers von Aquitanien an seinem Inhalt ist.
Ausgehend vom Apostolischen Glaubensbekenntnis legt Leo die Lehre von den zwei Naturen Christi, der göttlichen und der menschlichen, in der Einheit der einen Person dar. Dabei entwickelt er die Denkfigur der Communicatio idiomatum („Austausch der Eigenschaften“): „Wegen dieser Einheit der Person in jeder der beiden Naturen kann es heißen: der Menschensohn ist vom Himmel herabgestiegen, … und der Sohn Gottes ist gekreuzigt und begraben worden“ (126–132, zitiert nach Drobner).
Bedeutsam ist der auf Augustinus zurückgehende Gedanke von der Herablassung der göttlichen und der Erhöhung der menschlichen Natur in der Menschwerdung Gottes.